# Robert A. Cheke
Robert „Bob“ Alexander Cheke, FLS,  (* 14. Juli 1948 in London) ist ein britischer Ökologe. Er ist Professor für Tropenzoologie am Natural Resources Institute der University of Greenwich mit Sitz auf dem Medway Campus in Chatham und Gastprofessor an der Abteilung für Epidemiologie der Infektionskrankheiten am Imperial College London.

## Leben
Cheke begann 1966 als Vogelberinger für den British Trust for Ornithology (BTO) zu arbeiten. Von Januar bis Juni 1966 war er Forschungsassistent beim BTO. 1968 und 1969 nahm er an Expeditionen der University of Oxford nach Ghana und in die Cherangani Hills in Kenia teil. 1970 erlangte er den Bachelor of Science in Zoologie an der University of St Andrews. 1974 wurde er an der University of Leeds zum Ph.D. in Entomologie promoviert. Im selben Jahr nahm er an einer BOU-Expedition auf den Maskarenen teil.
Cheke ist auf angewandte Ökologie spezialisiert, insbesondere auf von Insekten verursachte Probleme in den Tropen. Er verfügt über mehr als 40 Jahre Erfahrung in der Feld- und Laborforschung in Afrika mit Schwerpunkt auf der Biologie und Kontrolle von Kriebelmücken sowie den Vektoren der Onchozerkose (Flussblindheit), aber er forschte auch über andere Vektoren von medizinischer und veterinärmedizinischer Bedeutung sowie über landwirtschaftliche Schädlinge wie Heuschrecken und Blutschnabelweber. Von 1979 bis 1990 arbeitete er mit dem Onchozerkose-Kontrollprogramm der Weltgesundheitsorganisation in Westafrika zusammen. Er arbeitete auch an Kriebelmücken-Projekten in Ghana, die die potenziellen Auswirkungen des Klimawandels auf die Flussblindheit und die Übertragungsdynamik der Onchozerkose untersuchen. Gegenwärtig ist er in einem Konsortium des Natural Environment Research Council (NERC) tätig, das Stechmücken in England untersucht und er arbeitet mit Mitarbeitern in China an Modellen zur Übertragung von Denguefieber und anderen Krankheiten.
1985 wirkte Cheke am Werk Statistics in Ornithology von B. J. T. Morgan und P. M. North mit. 1996 veröffentlichte er mit J. Frank Walsh das Werk The Birds of Togo: An Annotated Checklist. 2001 veröffentlichte er mit Clive F. Mann das Buch Sunbirds: A Guide to the Sunbirds, Spiderhunters, Sugarbirds and Flowerpeckers of the World. 2008 schrieb er mit Mann die Familienkapitel zu den Nektarvögeln und die Mistelfressern im dreizehnten Band des Handbook of the Birds of the World. 2009 war er wissenschaftlicher Berater bei der Fernseh-Dokumentation Swarm: Nature’s Incredible Invasions (deutsch: Das Geheimnis der Schwärme). 2018 brachte er mit Colin Everard das Buch Desert Locust Plagues: Controlling the Ancient Scourge heraus.